# Южная Боосавла
Южная Боосавла (лат. South Boösaule Montes) — высочайшая гора спутника Юпитера Ио, одна из высочайших гор в Солнечной системе. Расположена к северо-западу от вулкана Пеле, в горном массиве Боосавла, по координатам 9.7° ю.ш. 88.9° в.д.
Официальное название массиву и горе дано в честь пещеры в Египте, в которой по легенде Ио родила Эпафа, и утверждено МАС в 1985 году.

## Строение
Южная Боосавла имеет относительную высоту в 18,2 км (17,5 км от подножия, вдвое выше Джомолунгмы), размеры 145×159 км (диаметр всего горного массива Боосавла равен 540 км), и занимает площадь в 17 900 км².
Юго-восточный склон горы представляет собой крутой обрыв, высота которого достигает 15 км.